# Aethomys bocagei
Aethomys bocagei is een knaagdier uit het geslacht Aethomys dat voorkomt in de savannes van Noordwest-Angola. Deze soort lijkt op A. silindensis uit Zimbabwe. A. bocagei komt niet veel voor. Het karyotype bedraagt 2n=50.